# GX4000
Amstrad GX4000（アムストラッド ジーエックス4000）は、イギリスで1990年に発売されたゲーム機。

## 概要
イギリスの大手電機メーカーであり、イギリス8ビットパソコン市場最大手のアムストラッド社によって開発された。16ビット機が全盛となった1990年にあってもなおヨーロッパで根強い人気を持っていた8ビットPCであるAmstrad CPCの技術を基にして設計されており、GX4000用ゲームのロムカートリッジはCPCシリーズの最新モデルであるAmstrad CPC Plusでも利用できる互換性があった。8ビット機でありながらハードウェア性能は高く、4096色のカラーパレットを持つことができ、これはヨーロッパで同年に発売された16ビットゲーム機であるセガ・メガドライブの512色を上回っている。ハードウェアスプライト機能や、ハードウェアスクロール機能も持っていた。
GX4000はカーレーシングゲームの『Burnin' Rubber』をバンドルし、99ポンド（1990年当時の1UKポンドは約250円）で販売された。

## 仕様

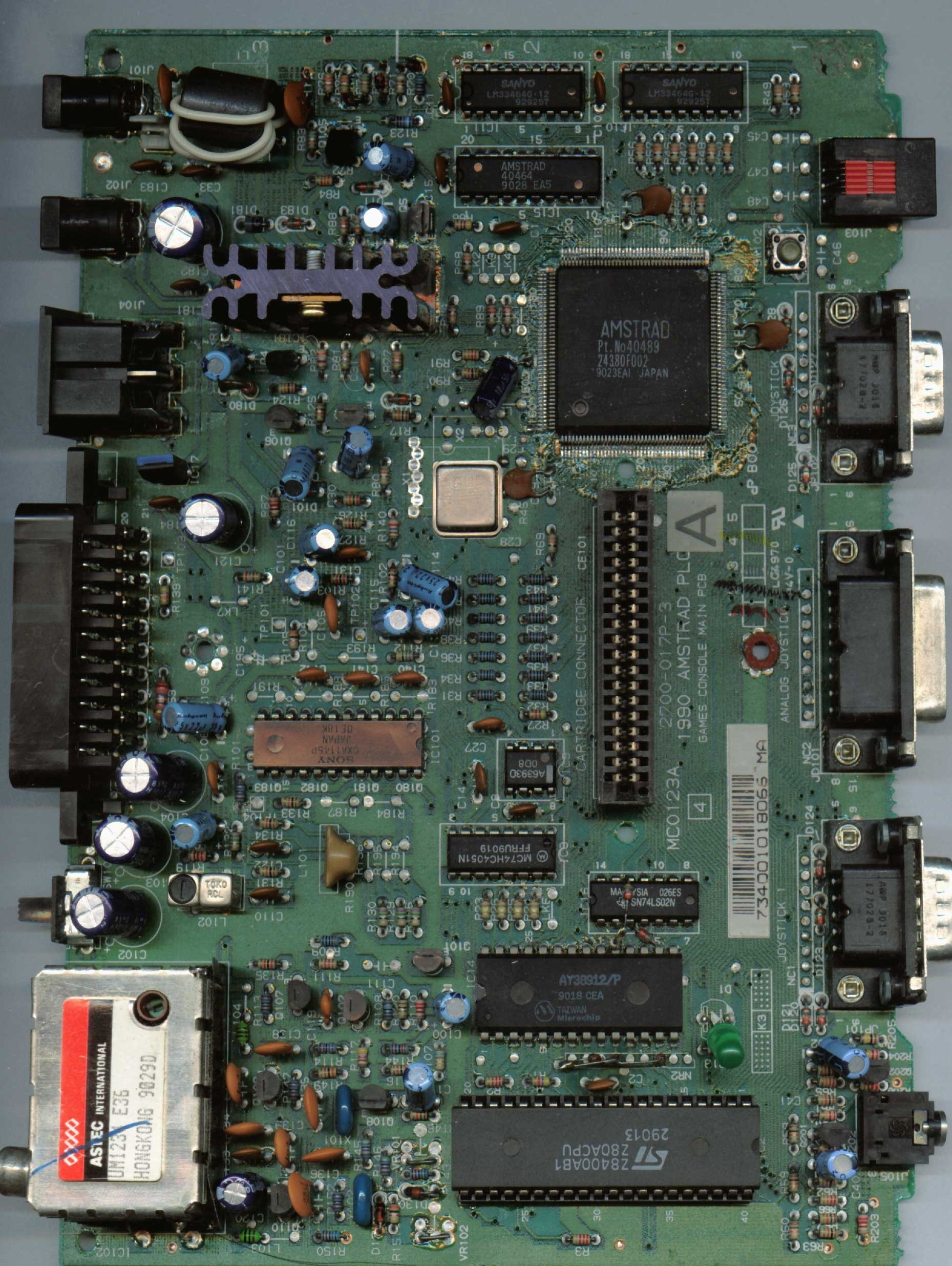
Amstrad GX4000 PCB.

- CPU: 8/16-bit ザイログ Z80A at 4 MHz
- グラフィック:
  - スプライト 最大16枚
  - 画面表示: 160×200または640×200
  - 同時発色数: 4096色中32色
- メモリ: 64 kB RAM、16 kB VRAM, 32 kB ROM
- I/O: オーディオ出力端子、デジタルコントローラ端子×2、アナログジョイスティック端子（IBM互換）、光線銃コネクタ、オーディオ&RGBビデオ出力端子（8 pin DIN）、SCART端子（音声&ビデオ）、外部からの電源供給ソケット、モニターからの電源供給ソケット
- サウンド: PSG3和音 AY-3-8912
- ゲーム供給媒体: ロムカートリッジ

## ゲームソフト
本体にバンドルされていた『Burnin' Rubber』を含め、全部で25のゲームがリリースされている。当時イギリスで大手のゲーム会社だったOceanとU.S. Goldの2社によるリリースが多い。『RoboCop 2』や『Pang』などが代表的な作品である。

## 市場の反応
イギリスおよびヨーロッパの数カ国で1990年にリリースされた。しかし、ヨーロッパで同年に発売されたセガのメガドライブや任天堂の SNESに対抗できずに商業的に失敗し、発売後数ヶ月で生産が中止された。
Amstrad CPC Plusの開発者であるCliff Lawsonは、GX4000の失敗の理由として、アムストラッドにはセガや任天堂と同等の宣伝広告ができるような体力が無かった、十分なローンチタイトル数を揃えられなかった、などの理由を挙げている。
なお、高性能な16ビット機であるメガドライブやSNESに対して、低性能な8ビット機をぶつけたことが失敗の理由であると言う意見に対して、Cliff Lawsonは「GX4000は技術的には少なくともSNESと同等のスペックを持っていた」と反論している。
さらに悪いことに、いくつかのGX4000用のゲームは、数年前にCPC用としてリリースされたカセットテープ版ゲームを単にロムカセット版として焼き直して出しただけの旧作であり、しかもAmstrad CPC用カセットテープ版が3.99ポンドで買えたのに対して、GX4000用ロムカセット版は25ポンドと、はるかに高い価格となっていた。いくらロムカセット版はロードが早くてロードエラーに対する信頼性が高いとはいえ、ロムカセット版とカセットテープ版にここまで価格差があっては、誰もロムカセット版を買おうとはしなかった。Amstrad CPCは欧州の各家庭に普及しきっていたため、CPCと同じソフトしか動かないなら新たにGX4000を買う必要は無かった。
なお、同年にはコモドール社からも、イギリスでAmstrad CPCと人気を二分した8ビットPCであるコモドール64にロムカセットを挿せるようにしたゲーム機特化版であるC64GSを発売。これも同様の理由で失敗している。

### その後
PC市場でも16ビットPCや32ビットPCが主流となる中、8ビットの独自路線PCであるAmstrad CPCシリーズも淘汰され、アムストラッド社製PCのラインナップはPC/AT互換機路線に移行する。アムストラッドは1993年に再びゲーム市場に挑戦し、セガよりライセンスを受け、テラドライブに類似したシステムであるAmstrad Mega PC（メガドライブとPC/AT互換機の一体型マシン）を後継機として売り出したが、失敗。アムストラッドはゲーム市場から撤退した。